# ワーズ・ワード: 絵でひく英和大図鑑
ワーズ・ワード: 絵でひく英和大図鑑（ワーズ・ワード えでひくえいわだいずかん）は、同朋舎出版による、大型本。
1993年12月25日に第1版が発行された。著者は言語学者のジャン・クロード・コルベイユと応用言語学者のアリアン・アーシャンボウ。日本語版総監修者は英語教育研究科の長崎玄弥。600項目、25000語以上を収録する大型の辞典で、ほぼすべての項目がコンピュータグラフィックスによるフルカラーのイラストと、日本語・アメリカ英語・イギリス英語がそれぞれ区切られて表示されている。
もともとはカナダのケベック社が原出版社で、本書は日本での販売に向けて作られた翻訳版である。そのため、消防士の制服や車に関連する項目のイラストのデザインや色が違う場合がある。ひきやすいようにカラーインデックスが採用されているほか、イラストをメインに、名称が分からなくても絵を見てひけるように作られた図鑑である。図鑑はまえがきと目次を抜かしても895ページあり、愛蔵版とコンパクト版もある。

## データ
- 発行者　今田　達
- 発行所　同朋舎出版
- ジャケットデザイン　佐藤　直樹
- 翻訳・編集協力　リリーフ・システムズ
- グラフィックデザイン　Emmanuel Blanc
- データ管理　Yves Ferland
- 資料収集　Serge D'Amico